# Ottrelita
L'ottrelita és un mineral de la classe dels silicats, que pertany al grup del cloritoide. Rep el seu nom de la localitat belga d'Ottré, on va ser descoberta a principis del segle xix.

## Característiques
L'ottrelita és un silicat de fórmula química Mn2+Al₂O(SiO₄)(OH)₂. Cristal·litza en el sistema monoclínic. La seva duresa a l'escala de Mohs es troba entre 6 i 7. És l'anàleg amb manganès del cloritoide. L'ottrelita va ser descrita originalment com un cloritoide ric en manganès, però necessàriament amb Mn dominant. Per tant, moltes "ottrélites" són, en realitat, cloritoides rics en Mn.
Segons la classificació de Nickel-Strunz, l'ottrelita pertany a «9.AF - Nesosilicats amb anions addicionals; cations en [4], [5] i/o només coordinació [6]» juntament amb els següents minerals: sil·limanita, andalucita, kanonaïta, cianita, mullita, krieselita, boromullita, yoderita, magnesiostaurolita, estaurolita, zincostaurolita, topazi, norbergita, al·leghanyita, condrodita, reinhardbraunsita, kumtyubeïta, hidroxilcondrodita, humita, manganhumita, clinohumita, sonolita, hidroxilclinohumita, leucofenicita, ribbeïta, jerrygibbsita, franciscanita, örebroïta, welinita, el·lenbergerita, sismondita, magnesiocloritoide, poldervaartita i olmiïta.

## Formació i jaciments
Va ser descoberta a la localitat d'Ottré, a Vielsalm, en ple massís de Stavelot, a la província de Luxemburg, Bèlgica. També ha estat descrita en altres indrets de Bèlgica, així com al Canadà, França, Alemanya, Itàlia, Mèxic, Polònia, Suècia i els Estats Units.